# Zoé Claessens
Pour les articles homonymes, voir Claessens.
Zoé Claessens, née le 28 avril 2001 à Échichens, est une coureuse cycliste suisse pratiquant le BMX. Elle est médaillée de bronze aux Jeux olympiques d'été de 2024 à Paris.

## Biographie
Zoé Claessens naît le 28 avril 2001. Sa famille est passionnée par le BMX racing et a beaucoup œuvré pour le club de BMX d'Échichens.

## Carrière
Zoé Claessens est médaillée d'argent junior aux Championnats du monde de BMX 2018 à Bakou puis médaillée d'argent en duo mixte aux Jeux olympiques de la jeunesse de 2018 à Buenos Aires. Elle est ensuite médaillée d'or junior aux Championnats d'Europe de BMX 2019 et médaillée de bronze junior aux Championnats du monde de BMX 2019 à Heusden-Zolder. Elle remporte la Coupe d'Europe de BMX junior en 2018 et 2019.
Elle est sacrée championne de Suisse de BMX en 2020.
En juin 2021, elle est sélectionnée pour participer aux Jeux olympiques de Tokyo. Elle obtient un podium historique pour le BMX féminin suisse avec une deuxième place en Coupe du monde à Vérone le 9 mai 2021. Elle remporte la médaille d'or aux Championnats d'Europe de BMX 2021 à Zolder.
Elle obtient la médaille d'argent aux Championnats du monde de BMX 2022 à Nantes à seulement un centième derrière l'américaine Felicia Stancil .
Le 2 août 2024, elle décroche la médaille de bronze au Jeux olympiques d'été de 2024 à Paris.

## Palmarès en BMX

### Jeux olympiques
- Paris 2024
  -  Médaillée de bronze du BMX

### Championnats du monde
- Bakou 2018
  -  Médaillée d'argent du BMX juniors
- Zolder 2019
  -  Médaillée de bronze du BMX juniors
- Papendal 2021
  - 8e du BMX
- Nantes 2022
  -  Médaillée d'argent du BMX
- Glasgow 2023
  - 8e du BMX
- Rock Hill 2024
  -  Médaillée d'argent du BMX
- Copenhague 2025
  - 4e du BMX

### Coupe du monde
- 2020 : 8e du classement général
- 2021 : 8e du classement général
- 2022 : 2e du classement général, vainqueur de deux manches
- 2023 : 6e du classement général
- 2024 : 5e du classement général, vainqueur de deux manches

### Championnats d'Europe
- Valmiera 2019
  -  Championne d'Europe de BMX juniors
- Zolder 2021
  -  Championne d'Europe de BMX
- Besançon 2023
  -  Championne d'Europe de BMX
  -  Championne d'Europe du contre-la-montre par équipes en BMX
- Vérone 2024
  -  Championne d'Europe de BMX

### Coupe d'Europe
- 2018 (juniors) : 1re du classement général
- 2019 (juniors) : 1re du classement général
- 2021 : 4e du classement général
- 2023 : 2e du classement général, vainqueur de deux manches

### Jeux olympiques de la jeunesse
- Buenos Aires 2018
  -  Médaillée d'argent du BMX par équipes mixte

### Championnats de Suisse
- 2018
  -  Championne de Suisse de BMX juniors
  - 3e du BMX
- 2020
  -  Championne de Suisse de BMX
- 2022
  -  Championne de Suisse de BMX
- 2023
  -  Championne de Suisse de BMX